# 533
533 (DXXXIII) je bilo navadno leto, ki se je po julijanskem koledarju začelo na soboto.

## Dogodki
- 1. januar

## Smrti
- Hilderik, kralj Vandalov (* 460. leta)